# Francin
Francin is een plaats en voormalige gemeente in het Franse departement Savoie (regio Auvergne-Rhône-Alpes) en telt 805 inwoners (2004). De plaats maakt deel uit van het arrondissement Chambéry. Francin is op 1 januari 2019 gefuseerd met de gemeente Les Marches tot de gemeente Porte-de-Savoie. 

## Geografie
De oppervlakte van Francin bedraagt 6,9 km², de bevolkingsdichtheid is 116,7 inwoners per km².
De onderstaande kaart toont de ligging van Francin met de belangrijkste infrastructuur en aangrenzende gemeenten.

## Demografie
Onderstaande figuur toont het verloop van het inwonertal (bron: INSEE-tellingen).